# 하늘의 터널
《하늘의 터널》(영어: Tunnel in the Sky)은 로버트 A. 하인라인의 1955년 장편 SF소설이다. 대한민국에는 한뜻에서 신영희 번역으로 출간되었다.